# Ambasadorowie Chin w Brazylii
Chińska Republika Ludowa posiada w Federacyjnej Republice Brazylii swojego przedstawiciela w randze ambasadora od 1975 roku.
| 1.  | Zhang Dequn   | maj 1975 – styczeń 1982       |
| 2.  | Xu Zhongfu    | maj 1982 – czerwiec 1985      |
| 3.  | Tao Dazhao    | sierpień 1985 – sierpień 1988 |
| 4.  | Shen Yunao    | wrzesień 1988 – grudzień 1993 |
| 5.  | Yuan Tao      | marzec 1994 – grudzień 1995   |
| 6.  | Li Guoxin     | luty 1996 – kwiecień 2000     |
| 7.  | Wan Yongxiang | maj 2000 – sierpień 2002      |
| 8.  | Jiang Yuande  | wrzesień 2002 – marzec 2006   |
| 9.  | Chen Duqing   | kwiecień 2006 – luty 2009     |
| 10. | Qiu Xiaoqi    | od marca 2009                 |